# 1988年法國立法選舉
1988年法國立法選舉在1988年6月5日及12日舉行，選舉法蘭西第五共和國的第九屆國民議會成員。在這次選舉前一個月，法蘭索瓦·密特朗連任法國總統。法國社會黨維持了其最大政黨地位，且議席數大幅回升。